# Communauté de communes des Portes du Perche
La communauté de communes des Portes du Perche est une ancienne communauté de communes française du Perche, située dans le département d'Eure-et-Loir et la région Centre-Val de Loire. Elle est intégrée le 1er janvier 2017 à la communauté de communes Terres de Perche.
La Communauté de communes appartient également au Pays du Perche d'Eure-et-Loir.

## Composition
Elle était composée des 13 communes suivantes, toutes du canton de La Loupe :
| Nom                         | Code Insee | Gentilé          | Superficie (km2) | Population (dernière pop. légale) | Densité (hab./km2) |
| --------------------------- | ---------- | ---------------- | ---------------- | --------------------------------- | ------------------ |
| La Loupe (siège)            | 28214      | Loupiots         | 7,27             | 3 527 (2014)                      | 485                |
| Belhomert-Guéhouville       | 28033      | Belhomertois     | 10,95            | 807 (2014)                        | 74                 |
| Champrond-en-Gâtine         | 28071      | Champronnais     | 33,68            | 619 (2014)                        | 18                 |
| Fontaine-Simon              | 28156      |                  | 16,88            | 951 (2014)                        | 56                 |
| Manou                       | 28232      | Manouitos        | 13,38            | 584 (2014)                        | 44                 |
| Meaucé                      | 28240      | Meaucéens        | 11,33            | 548 (2014)                        | 48                 |
| Montireau                   | 28264      | Montireliens     | 10,10            | 144 (2014)                        | 14                 |
| Saint-Éliph                 | 28335      |                  | 23,46            | 954 (2014)                        | 41                 |
| Saint-Maurice-Saint-Germain | 28354      | Saint-Mauriciens | 12,19            | 434 (2014)                        | 36                 |
| Saint-Victor-de-Buthon      | 28362      |                  | 27,72            | 513 (2014)                        | 19                 |
| Vaupillon                   | 28401      | Vaupillonnais    | 12,47            | 449 (2014)                        | 36                 |
| Les Corvées-les-Yys         | 28109      | Corvésiens       | 13,51            | 317 (2014)                        | 23                 |
| Montlandon                  | 28265      | Montlandonnais   | 2,87             | 254 (2014)                        | 89                 |

## Compétences
- Aménagement de l'espace
  - Création et réalisation de zone d'aménagement concerté (ZAC) (à titre obligatoire)
  - Plans de déplacements urbains (à titre facultatif)
- Autres - Réalisation d'aire d'accueil ou de terrains de passage des gens du voyage (à titre facultatif)
- Développement et aménagement économique
  - Action de développement économique (Soutien des activités industrielles, commerciales ou de l'emploi, soutien des activités agricoles et forestières...) (à titre obligatoire)
  - Création, aménagement, entretien et gestion de zone d'activités industrielle, commerciale, tertiaire, artisanale ou touristique (à titre obligatoire)
  - Tourisme (à titre obligatoire)
- Développement et aménagement social et culturel
  - Activités culturelles ou socioculturelles (à titre facultatif)
  - Activités périscolaires (à titre facultatif)
  - Activités sportives (à titre facultatif)
  - Construction ou aménagement, entretien, gestion d'équipements ou d'établissements culturels, socioculturels, socioéducatifs, sportifs (à titre optionnel)
  - Établissements scolaires (à titre optionnel)
  - Transport scolaire (à titre facultatif)
- Énergie - Hydraulique
- Environnement
  - Assainissement collectif (à titre facultatif)
  - Collecte et traitement des déchets des ménages et déchets assimilés (à titre optionnel)
  - Politique du cadre de vie (à titre optionnel)
  - Protection et mise en valeur de l'environnement (à titre optionnel)
- Sanitaires et social - Action sociale (à titre optionnel)
- Voirie - Création, aménagement, entretien de la voirie (à titre optionnel)

## Historique
- 16 décembre 2003 : création de la communauté de communes ;
- 1er janvier 2014 : Montlandon adhère à la communauté de communes [1] ;
- 31 décembre 2016 : fusion avec la communauté de communes du Perche thironnais pour former la communauté de communes Terres de Perche.

## Présidents
| Période       | Période       | Identité           | Étiquette | Qualité                                                                  |
| ------------- | ------------- | ------------------ | --------- | ------------------------------------------------------------------------ |
| décembre 2003 | avril 2014    | Jean-Pierre Boudet | DVD       | Maire de Saint-Éliph (2001 → 2014)                                       |
| avril 2014    | décembre 2016 | Éric Gérard        | UMP-LR    | Maire de La Loupe (2008 → ) Conseiller général de La Loupe (2008 → 2015) |

## Sources
- Le splaf - (Site sur la Population et les Limites Administratives de la France)
- La base aspic d'Eure-et-Loir - (Accès des Services Publics aux Informations sur les Collectivités)